# París-Niça 1990
La París-Niça 1990 fou la 48a edició de la París-Niça. És un cursa ciclista que es va disputar entre el 4 i l'11 de març de 1990. La cursa fou guanyada per l'espanyol Miguel Indurain de l'equip Banesto per davant de Stephen Roche (Histor-Sigma) i Luc Leblanc (Castorama). L'italià Claudio Chiappucci guanyà la classificació de la muntanya.

## Participants
En aquesta edició de la París-Niça hi preneren part 144 corredors dividits en 18 equips: Banesto, Histor-Sigma, Castorama, Carrera Jeans-Vagabond, Z-Tomasso, ONCE, Toshiba-Look, Ariostea, R.M.O., Châteaux d'Ax-Salotti, Pansonic-Sportlife, Weinmann, Teka, Café de Colombia, Stuttgart-Mercedes, Lotto-Super Club, B.H.-Amaya Seguros i 7 Eleven-Honved. La prova l'acabaren 67 corredors.

## Resultats de les etapes
| Etapes              | Data       | Recorregut                        | Km      | Vencedor d'etapa      | Líder de la general |
| ------------------- | ---------- | --------------------------------- | ------- | --------------------- | ------------------- |
| Pròleg              | 4 de març  | París (CRI)                       | 7.9 km  | Francis Moreau        | Francis Moreau      |
| 1a etapa            | 5 de març  | Orleans-Nevers                    | 184 km  | Etienne de Wilde      | Francis Moreau      |
| 2a etapa            | 6 de març  | Nevers-Lió                        | 245 km  | Carlo Bomans          | Miguel Indurain     |
| 3a etapa            | 7 de març  | Saint-Étienne-Saint-Étienne (CRE) | 44.5 km | Histor-Sigma          | Stephen Roche       |
| 4a etapa            | 8 de març  | Vergèze-Marsella                  | 179 km  | Adriano Baffi         | Stephen Roche       |
| 5a etapa            | 9 de març  | Marsella-Mont Faron               | 164 km  | Miguel Indurain       | Miguel Indurain     |
| 6a etapa            | 10 de març | Toló-Mandelieu-la-Napoule         | 178 km  | Claudio Chiapucci     | Miguel Indurain     |
| 7a etapa, 1r sector | 11 de març | Mandelieu-la-Napoule-Niça         | 102 km  | Mauro Ribeiro         | Miguel Indurain     |
| 7a etapa, 2n sector | 11 de març | Niça-Coll d'Èze (CRI)             | 12 km   | Jean-François Bernard | Miguel Indurain     |

## Etapes

### Pròleg
4-03-1990. París, 7.9 km. CRI
|   | Ciclista        | Equip        | Temps  |
| - | --------------- | ------------ | ------ |
| 1 | Francis Moreau  | Histor-Sigma | 9' 15" |
| 2 | Miguel Indurain | Banesto      | + 3"   |
| 3 | Laurent Fignon  | Castorama    | + 10"  |

### 1a etapa
5-03-1990. Orleans-Nevers, 184 km.
|   | Ciclista           | Equip        | Temps      |
| - | ------------------ | ------------ | ---------- |
| 1 | Etienne de Wilde   | Histor-Sigma | 5h 06' 41" |
| 2 | Adrie van der Poel | Weinmann     | m. t.      |
| 3 | Adriano Baffi      | Ariostea     | m. t.      |

### 2a etapa
6-03-1990. Nevers-Lió 245 km.
|   | Ciclista            | Equip                  | Temps      |
| - | ------------------- | ---------------------- | ---------- |
| 1 | Carlo Bomans        | Weinmann               | 6h 39' 31" |
| 2 | Claudio Chiappucci  | Carrera Jeans-Vagabond | + 2"       |
| 3 | Jean-Claude Colotti | R.M.O.                 | + 4"       |

### 3a etapa
7-03-1990. Saint-Étienne-Saint-Étienne 44.5 km. (CRE)
|   | Equip        | Temps   |
| - | ------------ | ------- |
| 1 | Histor-Sigma | 56' 11" |
| 2 | Castorama    | + 35"   |
| 3 | Z-Tomasso    | + 43"   |

### 4a etapa
8-03-1990. Vergèze-Marsella, 179 km.
|   | Ciclista      | Equip              | Temps      |
| - | ------------- | ------------------ | ---------- |
| 1 | Adriano Baffi | Ariostea           | 4h 45' 08" |
| 2 | Ad Wijnands   | Stuttgart-Mercedes | m. t.      |
| 3 | Carlo Bomans  | Weinmann           | m. t.      |

### 5a etapa
9-03-1990. Marsella-Mont Faron, 164 km.
|   | Ciclista        | Equip     | Temps      |
| - | --------------- | --------- | ---------- |
| 1 | Miguel Indurain | Banesto   | 4h 03' 24" |
| 2 | Laurent Fignon  | Castorama | + 35"      |
| 3 | Eric Boyer      | Z-Tomasso | + 48"      |

### 6a etapa
10-03-1990. Toló-Mandelieu-la-Napoule, 178 km.
|   | Ciclista           | Equip                  | Temps      |
| - | ------------------ | ---------------------- | ---------- |
| 1 | Claudio Chiappucci | Carrera Jeans-Vagabond | 4h 54' 06" |
| 2 | Julio César Cadena | Café de Colombia       | m. t.      |
| 3 | Moreno Argentin    | Ariostea               | m. t.      |

### 7a etapa, 1r sector
11-03-1990. Mandelieu-la-Napoule-Niça, 102 km.
|   | Ciclista      | Equip    | Temps      |
| - | ------------- | -------- | ---------- |
| 1 | Mauro Ribeiro | R.M.O.   | 2h 27' 45" |
| 2 | Charly Mottet | R.M.O.   | m. t.      |
| 3 | Adriano Baffi | Ariostea | + 27"      |

### 7a etapa, 2n sector
11-03-1990. Niça-Coll d'Èze, 12 km. CRI
El poc temps entre sector i sector i els interessos televisius fan que només disputin aquest sector els 70 primers de la classificació general.
|   | Ciclista              | Equip        | Temps   |
| - | --------------------- | ------------ | ------- |
| 1 | Jean-François Bernard | Toshiba-Look | 22' 51" |
| 2 | Luc Leblanc           | Castorama    | + 30"   |
| 3 | Stephen Roche         | Histor-Sigma | + 34"   |

## Classificacions finals

### Classificació general
|    | Ciclista           | Equip                  | Temps       |
| -- | ------------------ | ---------------------- | ----------- |
| 1  | Miguel Indurain    | Banesto                | 29h 27' 30" |
| 2  | Stephen Roche      | Histor-Sigma           | + 8"        |
| 3  | Luc Leblanc        | Castorama              | + 42"       |
| 4  | Laurent Fignon     | Castorama              | + 52"       |
| 5  | Eric Boyer         | Z-Tomasso              | + 1' 19"    |
| 6  | Pascal Simon       | Castorama              | + 1' 33"    |
| 7  | Claudio Chiappucci | Carrera Jeans-Vagabond | + 1' 41"    |
| 8  | Moreno Argentin    | Ariostea               | + 2' 14"    |
| 9  | Atle Kvalsvoll     | Z-Tomasso              | + 2' 22"    |
| 10 | Alex Pedersen      | ONCE                   | + 2' 33"    |

## Evolució de les classificacions
| Etapa (Vencedor)                            | Classificació general |
| ------------------------------------------- | --------------------- |
| 0Pròleg (Francis Moreau)                    | Francis Moreau        |
| 0Etapa 1 (Etienne de Wilde)                 | Francis Moreau        |
| 0Etapa 2 (Carlo Bomans)                     | Miguel Indurain       |
| 0Etapa 3 (Histor-Sigma)                     | Stephen Roche         |
| 0Etapa 4 (Adriano Baffi)                    | Stephen Roche         |
| 0Etapa 5 (Miguel Indurain)                  | Miguel Indurain       |
| 0Etapa 6 (Claudio Chiappucci)               | Miguel Indurain       |
| 0Etapa 7, 1r sector (Mauro Ribeiro)         | Miguel Indurain       |
| 0Etapa 7, 2n sector (Jean-François Bernard) | Miguel Indurain       |